# BE THE VOICE
BE THE VOICE는 다마 미술대학에서 만난 와다 준코(和田 純子)와 스즈키 슌지(鈴木 俊治)로 구성된 일본의 음악 그룹이다.

## 음반 목록

### 정규 음반
- Private Music (2001년)
- 8가쓰노키린 (2003년)
- Drawing (2003년)
- Epochs (2005년)
- Music & Me (2008년)
- 《Groundscape》 (2009년)